# Guadalupe (Ica)
Guadalupe es una localidad peruana ubicada en la región Ica, provincia de Ica, distrito de Salas. Es asimismo capital del distrito de Salas. Se encuentra a una altitud de 430 m s. n. m. Tiene una población de 5325 habitantes en 1993.

## Clima
| Parámetros climáticos promedio de Guadalupe | Parámetros climáticos promedio de Guadalupe | Parámetros climáticos promedio de Guadalupe | Parámetros climáticos promedio de Guadalupe | Parámetros climáticos promedio de Guadalupe | Parámetros climáticos promedio de Guadalupe | Parámetros climáticos promedio de Guadalupe | Parámetros climáticos promedio de Guadalupe | Parámetros climáticos promedio de Guadalupe | Parámetros climáticos promedio de Guadalupe | Parámetros climáticos promedio de Guadalupe | Parámetros climáticos promedio de Guadalupe | Parámetros climáticos promedio de Guadalupe | Parámetros climáticos promedio de Guadalupe |
| Mes                                         | Ene.                                        | Feb.                                        | Mar.                                        | Abr.                                        | May.                                        | Jun.                                        | Jul.                                        | Ago.                                        | Sep.                                        | Oct.                                        | Nov.                                        | Dic.                                        | Anual                                       |
| ------------------------------------------- | ------------------------------------------- | ------------------------------------------- | ------------------------------------------- | ------------------------------------------- | ------------------------------------------- | ------------------------------------------- | ------------------------------------------- | ------------------------------------------- | ------------------------------------------- | ------------------------------------------- | ------------------------------------------- | ------------------------------------------- | ------------------------------------------- |
| Temp. media (°C)                            | 23                                          | 22.3                                        | 23.6                                        | 21.7                                        | 18.9                                        | 17.3                                        | 15.3                                        | 17.3                                        | 16.6                                        | 18                                          | 18                                          | 19.9                                        | 19.3                                        |
| Temp. mín. media (°C)                       | 17                                          | 16.5                                        | 17.4                                        | 15.2                                        | 12.6                                        | 11                                          | 9.4                                         | 11.1                                        | 10.3                                        | 11.7                                        | 11.7                                        | 14                                          | 13.2                                        |
| Fuente: climate-data.org                    |                                             |                                             |                                             |                                             |                                             |                                             |                                             |                                             |                                             |                                             |                                             |                                             |                                             |